# Право на недоторканність житла
Право на недоторканність житла – це право, яке гарантує захист від втручань у володіння особи, забороняє безпідставне втручання в особисте життя людини, шляхом незаконних посягань на недоторканність житла та іншого володіння людини. Право на недоторканність житла є одним із найголовніших особистих прав. Важливим аспектом є гарантування цього права. Кожна особа може звернутися до суду за захистом своїх прав і свобод.

## Закріплення права на недоторканність житла у міжнародному праві
Право особи на недоторканність житла закріплено у багатьох міжнародних документах. Йому присвячені ст. 12 Загальної декларації прав людини 1948 року, у якій вказано, що ніхто не може зазнавати безпідставного втручання у його особисте i сімейне життя, безпідставного посягання на недоторканність його житла, таємницю його кореспонденції або на його честь i репутацію. Кожна людина має право на захист закону від такого втручання або таких посягань.

Стаття 17 Міжнародного пакту про громадянські і політичні права вказує на те, що є необхідним забезпечення недоторканності житла.

Ст. 8 Конвенції про захист прав людини та основних свобод 1950 р. говорить, що кожен має право на повагу до свого приватного і сімейного життя, до свого житла і кореспонденції.

Конвенція під час пояснення поняття «житло» включає не лише житло фізичних осіб. У деяких випадках можна відносити офісні приміщення фізичних та юридичних осіб. 

Європейський Суд, пояснюючи термін житло, окрім житлового приміщення будинку, квартири додає ще й приміщення, де особа працює, власність, яку особа займає певний відрізок часу.

Зокрема, приміщення, зайняті у зв’язку із професійною діяльністю визнані житлом у рішеннях “Німітц проти Німеччини”,  “Пантелеєнко протиУкраїни”,“Смірнов проти Росії”   .

У справах «Німітц проти Німеччини» та «Смірнов проти Росії» до поняття «житло» включено приміщення в яких особа займається адвокатською діяльністю, тому обшук, який був проведений порушив недоторканність житла. А у справі «Пантелеєнко проти України» офіс нотаріуса було включено до поняття «житло». 

Але ці конкретні випадки не означають, що всі приміщення, в яких особа працює можна визнавати житлом. Це можливо зокрема у випадку, якщо людина і працює, і проживає у цьому приміщенні.

## Закріплення права на недоторканність житла у національному праві України
Згідно ст. 30 Конституції кожному гарантується недоторканність житла. Недопускається проникнення до житла чи іншого володіння особи, проведення в них огляду чи обшуку інакше як за вмотивованим рішенням суду.

Взагалі право на недоторканість житла має дуже важливе значення, адже його дотримання може гарантувати інші основоположні права на життя, особисту недоторканність.

Кримінально-правова охорона недоторканності житла чи іншого володіння особи встановлена ст. 162 КК України. У цій статті встановлено, що незаконне проникнення до житла чи іншого володіння особи, незаконне проведення в них огляду чи обшуку, а так само незаконне виселення чи інші дії, що порушують недоторканність житла громадян, – караються штрафом від п’ятдесяти до ста неоподаткованих мінімумів доходів громадян або виправними роботами на строк до трьох років..

Цивільним кодексом також визначається поняття житла, яким визначається житловий будинок, квартира та інше приміщення, призначені та придатні для постійного проживання в них. 

Можна згадати про постанову Пленуму ВСУ «Про судову практику в справах про корисливі злочини проти приватної власності», у якій зазначається, що до житла відносять приміщення, які призначенні для постійного чи тимчасового проживання людей, а також ті частини, в яких зберігається майно. 

Держава повинна захищати житло від незаконного вторгнення осіб.